# 赖讷维尔
赖讷维尔（法語：Rainneville，法語發音：[ʁɛnvil]）是法国上法蘭西大區索姆省的一个市镇，属于亚眠区。

## 地理
赖讷维尔（49°58'23"N, 2°21'16"E）面积7.11 平方千米，位于法国上法蘭西大區索姆省，该省份为法国北部沿海省份，北起加来海峡省和北部省，西接滨海塞纳省和大西洋英吉利海峡，南至瓦兹省，东临埃纳省。
与赖讷维尔接壤的市镇（或旧市镇、城区）包括：卡尔多内特、夸西、莫利安欧布瓦、圣格拉蒂安、维莱博卡日。

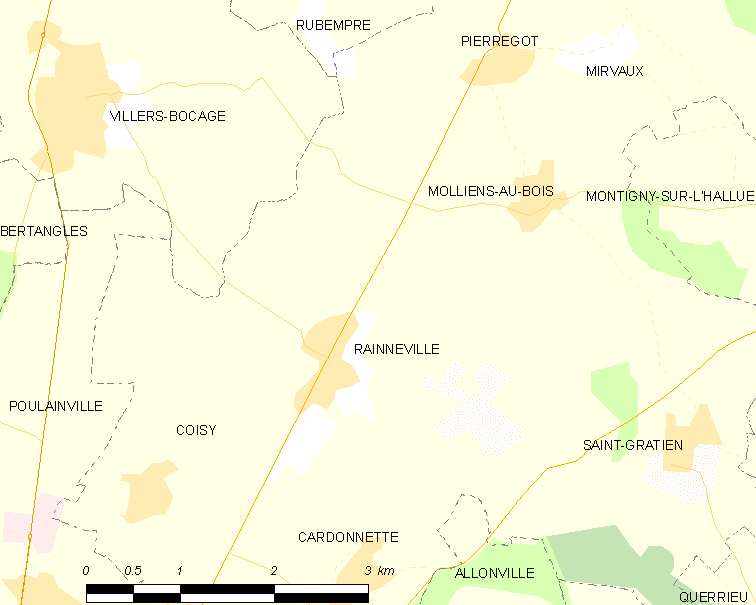
赖讷维尔的OSM定位图

赖讷维尔的时区为UTC+01:00、UTC+02:00（夏令时）。

## 行政
赖讷维尔的邮政编码为80260，INSEE市镇编码为80661。

## 政治
赖讷维尔所属的省级选区为亚眠第二县。

## 人口

1962-2008年间赖讷维尔人口变化图示

赖讷维尔于2022年1月1日时的人口数量为1085人。